# L'Orientalisme (llibre)
L'Orientalisme (originalment en anglès Orientalism) és un llibre de 1978 d'Edward Said, en el qual estableix el terme "orientalisme" com un concepte crític per descriure la representació i el retrat generalment despectiu del món occidental respecte el món oriental. Said argumenta que l'orientalisme, en el sentit de l'erudició occidental sobre el món oriental, està indissociablement lligat a les societats occidentals imperialistes que el van produir, la qual cosa fa que gran part dels estudis orientals siguin inherentment polítics i servils al poder.
Com a intel·lectual, Said va debatre historiadors i estudiosos d'estudis d'àrea, en particular l'historiador Bernard Lewis, que va descriure la tesi de L'Orientalisme com a "antioccidental " per naturalesa. Per a les edicions posteriors del llibre, Said va escriure un epíleg (1995) i un prefaci (2003) abordant les discussions sobre el llibre com a crítica cultural.

## Conceptes principals

### "Orientalisme"
El terme orientalisme denota l'exageració de la diferència, la presumpció de la superioritat occidental i l'aplicació de models analítics clixés per percebre el "món oriental". Aquesta tradició intel·lectual és el rerefons per la presentació de Said de l'orientalisme com un punt de vista europeu que reflecteix una dualitat maniquea artificial.
Com a tal, l'orientalisme és la font principal de les representacions culturals inexactes que formen els fonaments del pensament occidental i la seva percepció del món oriental, concretament en relació amb la regió de l'Orient Mitjà.
Said distingeix almenys entre tres significats separats però interrelacionats del terme:
1. en la tradició o el camp acadèmic;
2. una visió del món, una representació i un "estil de pensament basat en una distinció ontològica i epistemològica feta entre "l'Orient" i (sovint) "l'Occident"; i
3. com un potent instrument de dominació política.

Dit d'una altra manera, Said tenia present les visions "occidentals" de les cultures orientals que reflectien els prejudicis i les ideologies amb les quals s'opaca l'experiència colonial dels individus occidentals. L'obra de Said va cridar l'atenció sobre l'obsessió dels escriptors occidentals per les dones i el seu paper en la preservació (o destrucció) de les anomenades costums culturals, considerant-les com a "prístines" (redimides) o "contaminades" (caigudes).
Així, aquestes representacions culturals solen representar l'"Orient" com a quelcom primitiu, irracional, violent, despòtic, fanàtic i essencialment inferior a l'informant occidental o nadiu i, per tant, la "il·lustració" només es pot produir quan se substitueixen els valors "tradicionals" i "reaccionaris" per idees "contemporànies" i "progressistes" que tenen influència occidental.

### Tesi de representació
L'Orientalisme (1978) proposa que gran part de l'estudi occidental de la civilització islàmica va ser un exercici d'intel·lectualisme polític, és a dir, un exercici psicològic d'autoafirmació de la "identitat europea", no pas un exercici objectiu d'investigació intel·lectual i d'estudi acadèmic de les cultures orientals. Per tant, l'orientalisme era un mètode de discriminació pràctica i cultural que s'aplicava a societats i pobles no europeus per tal d'establir una dominació imperial europea. En justificació de l'imperi, l'orientalista pretén saber més sobre Orient que no pas els orientals.
Un dels temes principals de la crítica de Said és que les representacions d'Orient com a "diferent" d'Occident es basen totalment en relats extrets de fonts textuals, moltes d'elles produïdes per occidentals. La realitat moderna sobre el terreny està molt menyspreada, de manera que l'Orient és implícitament ignorat i tractat com a incapaç o no creïble de descriure's a si mateix.
Els escrits occidentals sobre l'Orient no es poden acceptar sense estudiar-los de prop, perquè són representacions culturals basades en imatges fictícies d'Orient. La història del domini colonial europeu i la dominació política de les civilitzacions orientals distorsiona l'objectivitat intel·lectual fins i tot de l'orientalista occidental més coneixedor, benintencionat i culturalment proper. Així, el terme "orientalisme" esdevé una paraula pejorativa pel que fa als pobles i cultures no occidentals.

### Geopolítica i jerarquia cultural

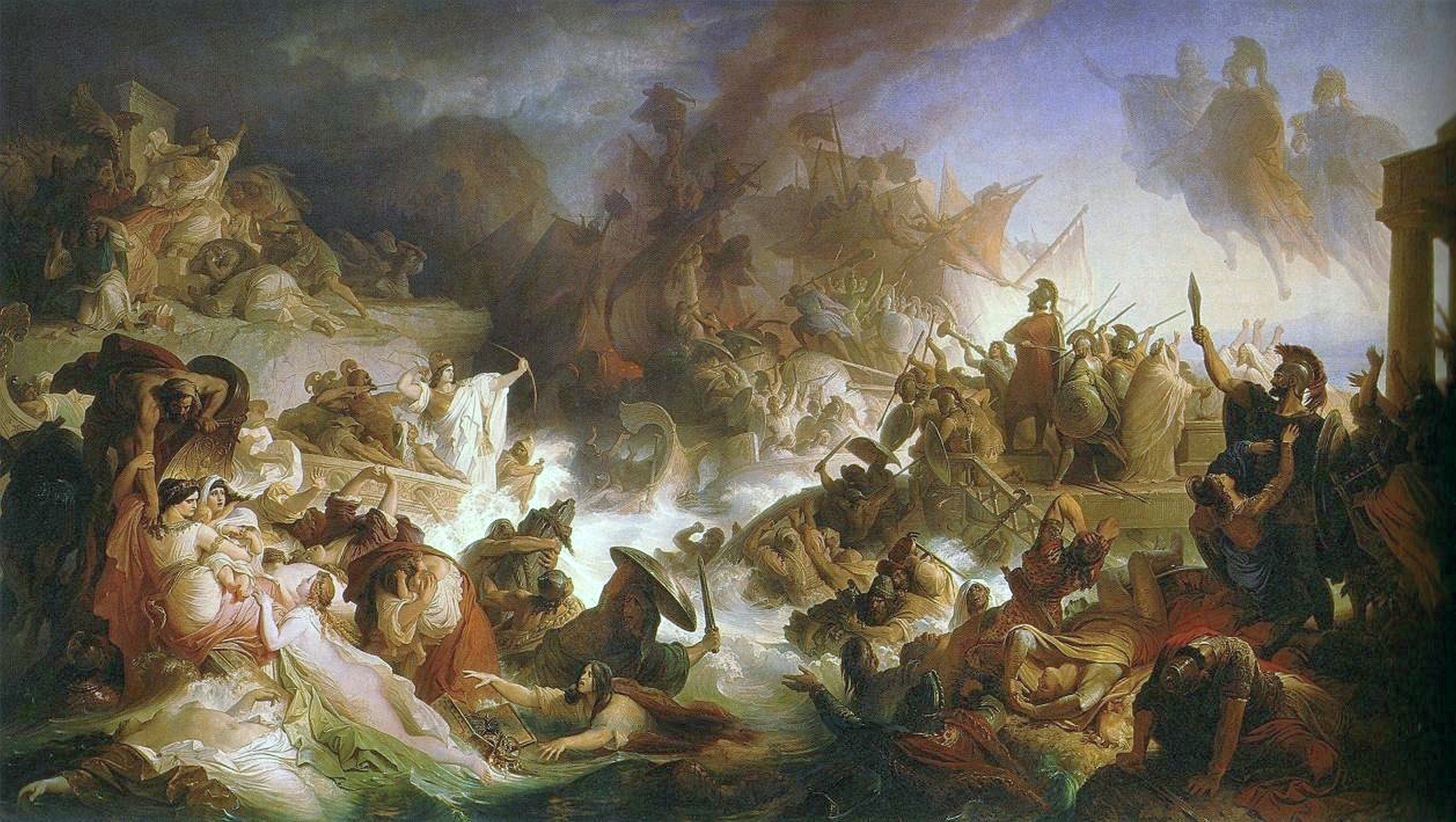
La batalla marítima de Salamina (1868) preveu les guerres mèdiques com un xoc de civilitzacions entre l'est i l'oest.

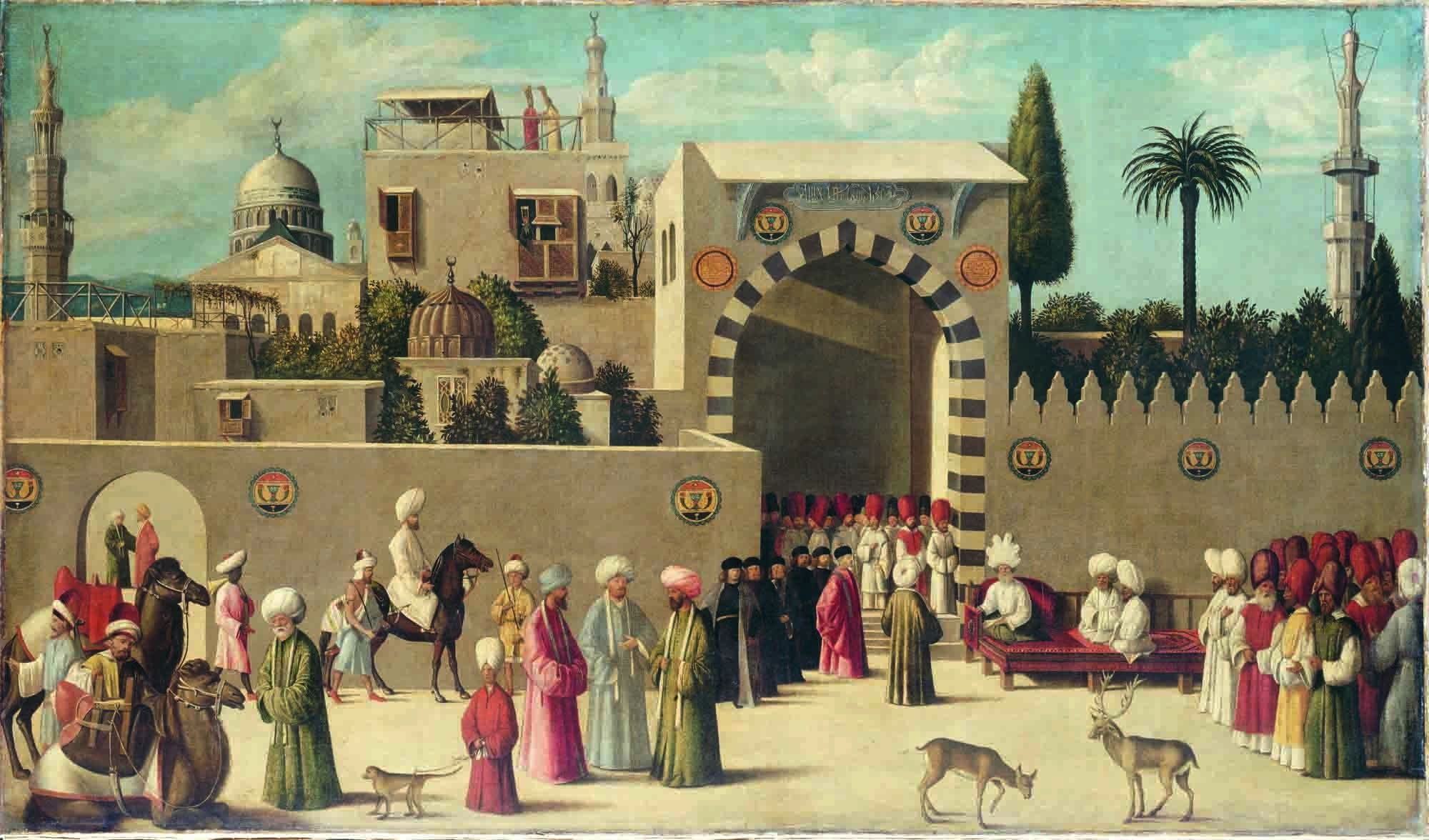
La Recepció dels ambaixadors a Damasc (1511) representa la "cultura àrab" de la Síria del segle XVI com a part d'un Orient "romantitzat"

Said diu que el món occidental va intentar dominar el món oriental durant més de 2.000 anys, des de l'antiguitat clàssica (s. VIII aC – s. VI dC), els temps de l'obra Els perses (472 aC), d'Èsquil, que celebra una victòria grega (batalla de Salamina, 480 aC) contra els perses en el transcurs de les guerres mèdiques (499–449). aC).
En el curs de l'imperi, després de la conquesta física i política de l'Orient, va seguir la seva conquesta intel·lectual, per la qual els estudiosos occidentals es van apropiar (com a propietat intel·lectual europea) de la interpretació i traducció de les llengües orientals i l'estudi crític de les cultures i històries del món oriental. D'aquesta manera, utilitzant l'orientalisme com a norma intel·lectual per al judici cultural, els europeus van escriure la història d'Àsia i van inventar l'"Orient exòtic" i l'"Orient inescrutable", que són representacions culturals de pobles i coses considerades inferiors als pobles i coses d'Occident.

## Influència

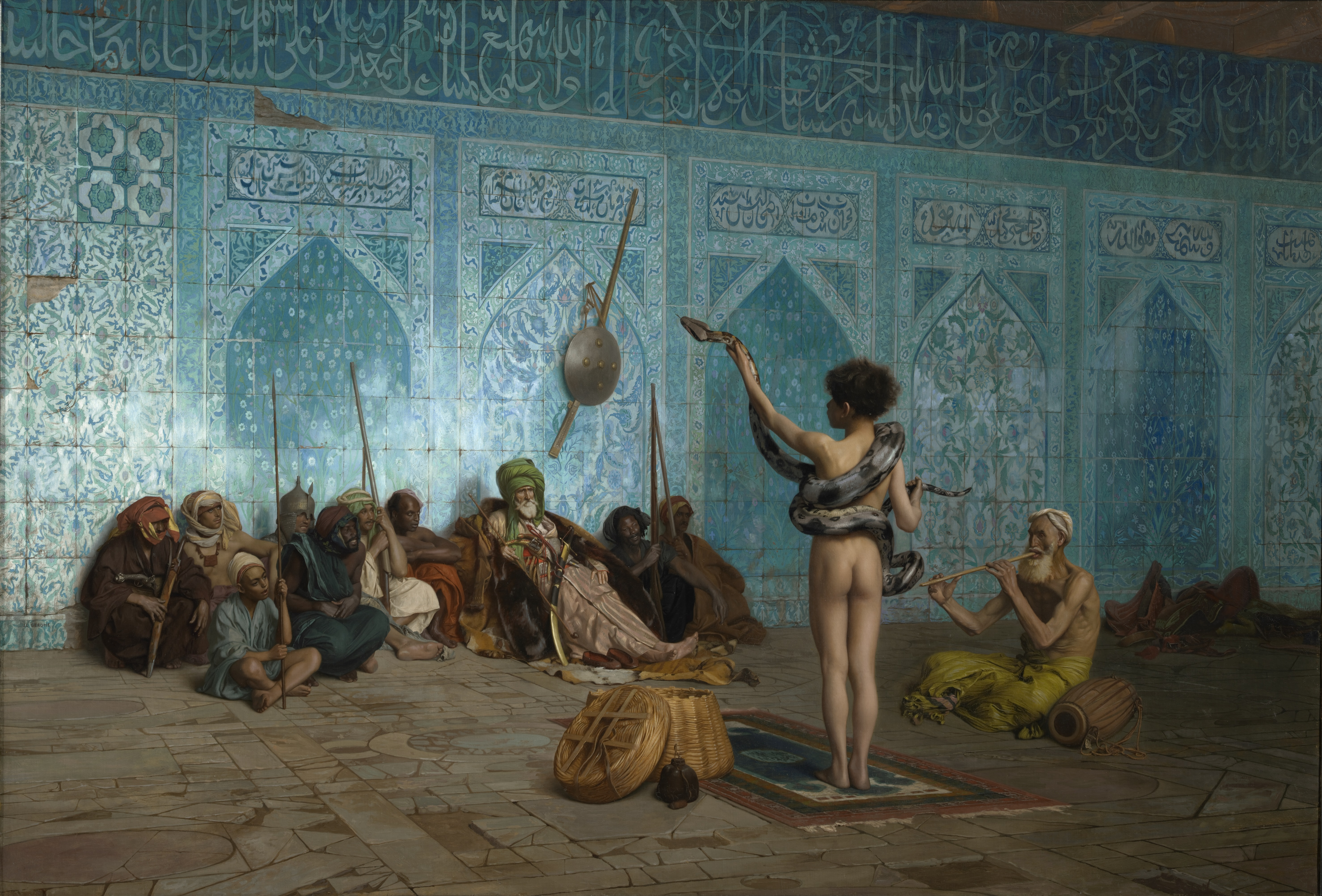
El món oriental representat a L'encantador de serps (1880), de Jean-Léon Gérôme, il·lustra la bellesa sensual i el misteri cultural de la ficció que és "l'Orient exòtic".

El major impacte intel·lectual de L'Orientalisme (1978) va ser en els camps de la teoria literària, els estudis culturals, la història i la geografia humana, a través dels quals va originar el camp dels estudis postcolonials. El mètode d'anàlisi postestructuralista d'Edward Said deriva de les tècniques analítiques de Jacques Derrida i Michel Foucault; i les perspectives de l'orientalisme presentades per Abdul Latif Tibawi, Anouar Abdel-Malek, Maxime Rodinson, i Richard William Southern.

### Estudis postcolonials
Com a obra de crítica cultural, L'Orientalisme és un document fundacional en el camp del postcolonialisme, que proporciona un marc i un mètode d'anàlisi per respondre al com? i el perquè? de les representacions culturals dels "orientals" i "L'Orient ", tal com es presenten als mitjans de comunicació del món occidental.
La teoria postcolonial estudia el poder i el domini continuat de les maneres occidentals d'investigació, així com la producció de coneixement en les esferes acadèmica, intel·lectual i cultural dels països descolonitzats. L'obra de Said es va concentrar en les varietats d'orientalisme britàniques i franceses que donaven suport a l'Imperi Britànic i l'Imperi francès com a empreses comercials construïdes a partir del colonialisme, oferint una cobertura, discussió i anàlisi superficials de l'erudició orientalista alemanya.
En una ressenya d'un llibre d'Ibn Warraq, el classicista nord-americà Bruce Thornton va descartar L'Orientalisme com una "amalgama incoherent de teoria postmoderna dubtosa, tercermundisme sentimental, errors històrics flagrants i culpa occidental". De la mateixa manera, en els paràgrafs del prefaci d'un article de ressenya de llibres "Enough Said" (2007), sobre Dangerous Knowledge (2007), que és el títol nord-americà de For Lust of Knowing: The Orientalists and Their Enemies de Robert Irwin, Martin Kramer va criticar el que va dir que era la manera com Said va convertir el terme "orientalisme" en quelcom pejoratiu, dient "en una prestidigitació semàntica, Said es va apropiar del terme "orientalisme", com a etiqueta per al prejudici ideològic que descrivia, implicant així clarament els estudiosos que es deien orientalistes".